# Pigmeo (novela)
Pigmeo es una novela escrita por el autor Chuck Palahniuk, publicada el año 2009 en inglés y posteriormente traducida y publicada en español el año 2011 por el grupo editorial  Mondadori.

## Argumento
Pigmeo es un chico adolescente enviado a modo de estudiante de intercambio a los Estados Unidos, pero en realidad es un experto terrorista que prepara junto a más miembros llegados de la misma manera un atentado a gran escala en el país . Está entrenado en todo tipo de técnicas de lucha y armamentos como también en conocimientos de química para poder conseguir su objetivo, aun teniendo un gran problema de descontrol con sus inoportunas erecciones. El agente 67, Pigmeo, deberá convivir con una típica familia estadounidense mientras prepara su ataque.